# Expresso
Expresso és un diari portuguès que es publica tots els dissabtes.
L'Expresso començà la publicació el 6 de gener de 1973 i va ser fundat per Francisco Pinto Balsemão. El diari té la seu a Lisboa i forma part de la companyia portuguesa Impresa, que controla diverses altres revistes, incloent Caras i Visão.
L'Expresso es publicà en format broadsheet fins a setembre de 2006, quan passa al format berlinès. És el primer diari portuguès a adoptar aquest format.
El diari setmanal incorpora diversos suplements d'actualitat, negocis, esports, política internacional, entreteniment i societat. És conegut per la seva independència editorial i per informes polítics en profunditat, convertint-lo en un diari de referència del país.
Des del 1987 Expresso i la companyia Unisys lliuren el Premi Pessoa, un dels premis més prestigiosos del país, batejat amb el nom del poeta Fernando Pessoa.